# San Juan Viejo, San Juan Guichicovi
San Juan Viejo är en ort i Mexiko.   Den ligger i kommunen San Juan Guichicovi och delstaten Oaxaca, i den sydöstra delen av landet, 500 km sydost om huvudstaden Mexico City. San Juan Viejo ligger 347 meter över havet och antalet invånare är 338.
Terrängen runt San Juan Viejo är kuperad. Runt San Juan Viejo är det glesbefolkat, med 13 invånare per kvadratkilometer. Närmaste större samhälle är Palomares, 15,6 km nordost om San Juan Viejo. I omgivningarna runt San Juan Viejo växer i huvudsak städsegrön lövskog.